# Salto de Aldeiadávila (povoado)
Salto de Aldeiadávila (mais conhecido como Povoado do Salto de Aldeiadávila ou Povoado de La Verde) é uma localidade espanhola do município de Aldeiadávila da Ribera, na província de Salamanca, comunidade autónoma de Castela e Leão. Integra-se dentro da comarca de Vitigudino e a subcomarca de A Ribeira (As Arribas). Pertence ao partido judicial de Vitigudino. Situa-se justo ao lado da barragem de Aldeiadávila, na parte mais baixa do vale conhecido como Arribas do Douro.